# Среднеазиатский пограничный округ
Краснознамённый Среднеазиатский пограничный округ (КСАПО) — военно-административное оперативное объединение (пограничный округ) пограничных войск КГБ СССР.

## История формирования

### Предшественник формирования в Царской России
Согласно Пекинскому договору 1860 года и Петербургским договору 1881 года была установлена государственная граница между Российской империей и Китаем. На участке новой границы в центральноазиатском регионе для охраны были задействованы формирования Семиреченского казачьего войска, созданного в 1867 году и формирования Сибирского казачьего войска. На юго-западном участке границы в горах Памира, для охраны государственной границы на сменной основе привлекались подразделения Туркестанского генерал-губернаторства.

Указом Александра III от 15 октября 1893 года на основе пограничной стражи департамента таможенных сборов Министерства финансов был сформирован Отдельный корпус пограничной стражи, который организационно упорядочил охрану границы. 7 мая 1899 года в составе корпуса был сформирован 7-й округ с управлением с управлением в Ташкенте. В состав корпуса входили две бригады. 7-й округ выполнял задачи по охране границ Российской империи с Ираном и Афганистаном.
1 января 1917 года Отдельный корпус пограничной стражи был переименован в Отдельный пограничный корпус. 7-й округ был переименован в 7-й пограничный округ. В 1918 году, вследствие Октябрьской революции, 7-й пограничный округ был расформирован.

### Межвоенный период
28 мая 1918 года был подписан Декрет о создании пограничной охраны Советской республики.
После окончания Гражданской войны, к концу 1920 года была создана Туркестанская пограничная дивизия. В ноябре 1920 года данная дивизия была рассредоточена на участке от Каспийского моря до Горного Алтая. В состав Туркестанской пограничной дивизии входили полки, бригады и кавалерийские эскадроны для которых были выделены участки ответственности государственной границы.
На основании постановления Совета Труда и Обороны ГПУ 13 октября 1922 года выходит приказ № 425 «О сформировании отдельного пограничного корпуса войск ГПУ». По содержанию приказа было предписано создать 7 округов пограничной охраны. Одним из них был Туркестанский округ пограничной охраны, с управлением в Ташкенте, созданный 27 октября 1922 года.
28 февраля 1923 года были официально объявлены пограничные округа и их состав. В штат Туркестанского округа вошли 2 отдельных батальона, 1 отдельный кавалерийский дивизион, 6 отдельных кавалерийских эскадронов.
В мае 1923 года в составе округа сформирована Амударьинская речная флотилия.

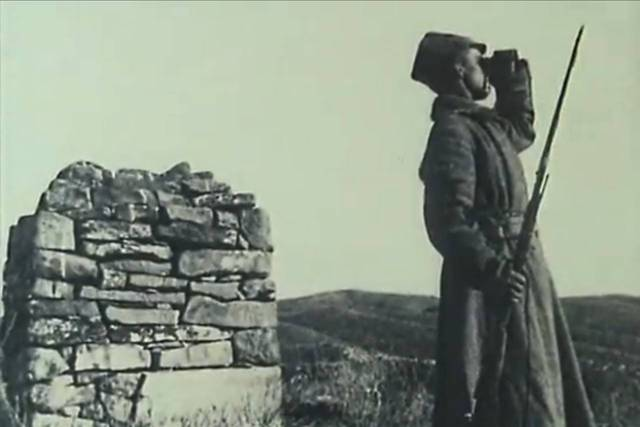
Советский пограничник в Туркестане, ведёт наблюдение. 1917 год

С 1923 по 1924 годы в Средней Азии был проведён процесс административно-территориального разделения по национальному признаку. По окончании реформ были образованы Узбекская ССР, Туркменская ССР и Таджикская АССР в составе Узбекской ССР. Осенью 1924 года Бухарская ССР была разделена между Туркменской ССР, Узбекской ССР и Таджикской АССР. Также была разделена территория распущенной Хорезмской ССР между Узбекской ССР, Туркменской ССР и Каракалпакской автономной области Казахской ССР.
1923 году при реформировании формирований пограничных войск, были созданы пограничные отделения входящие в части пограничной охраны создаваемые при административно-территориальных единицах (губерниях). Данные формирования подчинялись начальнику части пограничной охраны полномочного представителя ГПУ губернских отрядов. 25 февраля 1924 года, в ходе дальнейшего реформирования пограничных войск, на базе пограничных отделений и пограничных частей были созданы пограничные отряды, комендатуры, в состав которых вошли пограничные заставы.
25 февраля 1924 года Туркестанский округ сменил название на Среднеазиатский. Войска пограничного округа взяли под охрану участок границы от Красноводской области Туркменской ССР до Нарынской области Киргизской ССР протяжённостью более 5 000 километров. Охрана производилась на границе с Китаем, Афганистаном и Персией.
В составе Среднеазиатского округа на лето 1925 года находились:
- Управление округа — Ташкент
- 46-й Ашхабадский пограничный отряд
- 45-й Мервский пограничный отряд
- 47-й Керкинский пограничный отряд
- Ошская отдельная пограничная комендатура
- Нарынская отдельная пограничная комендатура
- Каракольская отдельная пограничная комендатура

Личный состав пограничного округа составлял 5 000 человек.
В связи с тем что пограничные войска в Средней Азии непосредственно участвовали в борьбе с басмаческим движением, которое достигло особого размаха в 20-е годы, в период с 1927 по 1928 годы было проведено усиление и создание новых пограничных отрядов. В данный период были сформированы Сарайский пограничный отряд, Отдельная Минусинская и Ойротская пограничные комендатуры. В штаты всех отрядов округа были добавлены кавалерийские маневренные группы до 200 человек.
20 января 1931 года были сформированы Хорогский и Памирский пограничные отряды. Весной того же года создана Отдельная Самаркандская пограничная комендатура.
В 1932 году сформирован Тахта-Базарский пограничный отряд.
В феврале 1933 года для авиационного обеспечения войск округа был сформирован 17-й авиационный отряд в Ташкенте.
В ходе реформирования войск НКВД, 28 октября 1934 года, Среднеазиатский округ пограничной и внутренней охраны был разделён на 3 Управления Пограничной и Внутренней Охраны в Таджикской ССР, Узбекской ССР, Туркменской ССР и Инспекцию Пограничной и Внутренней Охраны Киргизской ССР. 17 мая 1938 года Среднеазиатский округ пограничной и внутренней охраны был снова восстановлен.
8 марта 1939 года был создан Среднеазиатский округ пограничных войск. 7 сентября 1939 года сформирована 26-я отдельная Мургабская пограничная комендатура.

### Великая Отечественная война
Во время войны пограничниками Среднеазиатского округа были задержаны несколько тысяч нарушителей, включая агентов разведки вражеских государств.
В 1942 году из пограничников Среднеазиатского и Казахского пограничных округов была сформирована 162-я Среднеазиатская стрелковая дивизия, которая вошла в состав 70-й армии. Также на базе воинских частей округа шла подготовка снайперов для отправки на фронт.
Приказом НКВД СССР от 5 июня 1943 года в целях более эффективного руководства пограничными частями, окружное управление было переименовано в Управление пограничных войск Таджикского округа и передислоцировано в город Сталинабад (ныне Душанбе). При этом также было создано Управление пограничных войск Туркменского округа.

### Послевоенный период
24 февраля 1954 года Таджикский пограничный округ, находившийся на тот период в структуре МВД СССР, был обратно переименован в Среднеазиатский пограничный округ.

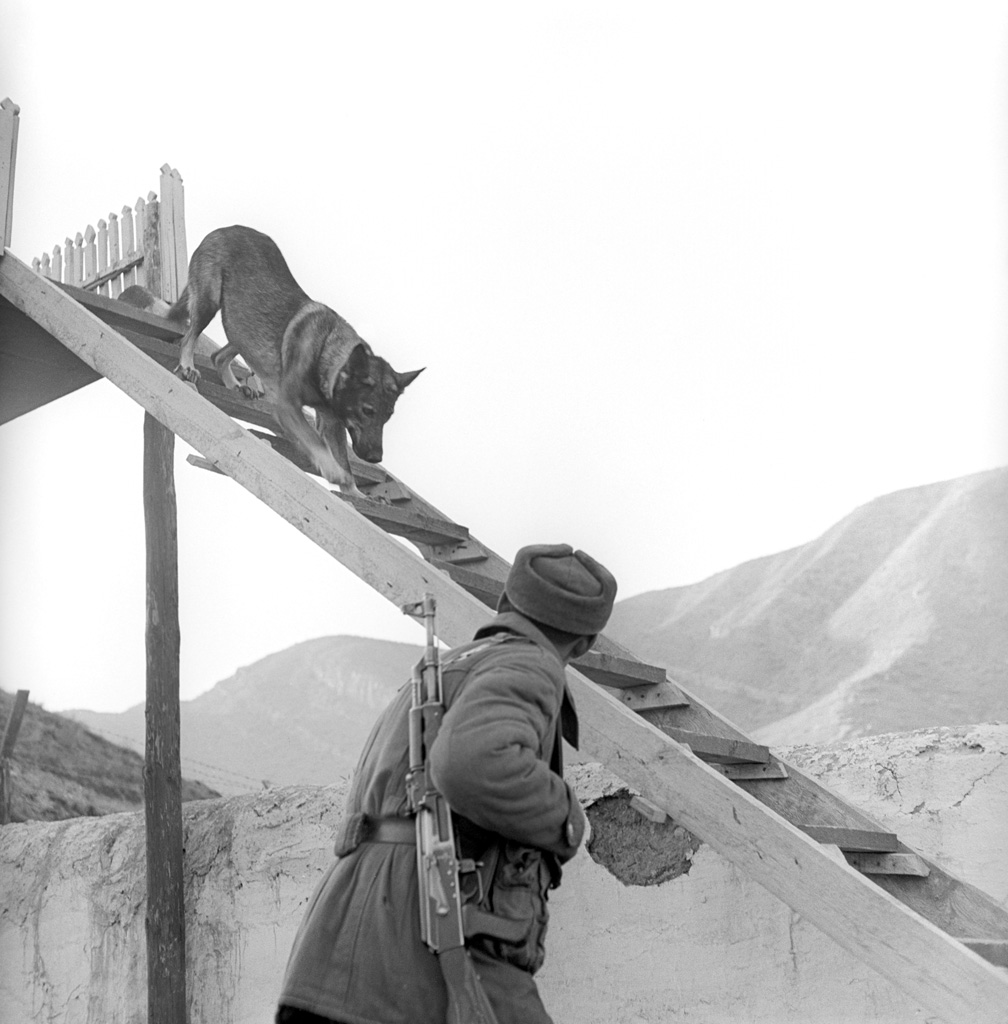
Тренировка вожатым собаки на пограничной заставе, 1 ноября 1966 года.Таджикская ССР.
Фото Льва Поликашина

13 марта 1963 года согласно приказу КГБ при Совете Министров СССР, на основе Среднеазиатского и Туркменского округов был сформирован Среднеазиатский пограничный округ с управлением в Ашхабаде. При этом в Душанбе был сформирован Оперативно-войсковой отдел с подчинением Среднеазиатскому округу.
8 мая 1974 года Указом Президиума Верховного Совета СССР пограничный округ награжден орденом Красного Знамени за большой вклад в дело охраны государственной границы, успехи в боевой и политической подготовке.
В 1978 году был сформирован Небит-Дагский пограничный отряд.
С весны 1980 года, после ввода советских войск в Афганистан, пограничники Среднеазиатского округа по решению правительства СССР, участвовали в блокировании афганских моджахедов на дальних подступах к государственной границе.
От семи пограничных отрядов Среднеазиатского округа и 1 отряда Восточного округа на территорию Афганистана на удалении до 100 километров от границы, были отправлены мотоманевренные группы, действовавшие на всём протяжении Афганской войны. С пунктов дислокации отрядов на территории СССР, в Афганистан для проведения боевых действий отправлялись десантно-штурмовые маневренные группы (ДШМГ).
После вывода советских войск из Афганистана, с целью усиления пограничных частей на советско-афганской границе, в Тахта-Базарском, Керкинском, Пянджском, Хорогском, Термезском и Московском отрядах были сформированы миномётные дивизионы.
Для большего укрепления охраны границы в Горном Бадахшане, 18 августа 1990 года на базе Оперативной войсковой группы Восточного пограничного округа в н.п. Ишкашим Таджикской ССР был создан Ишкашимский пограничный отряд с личным составом в 1390 человек, который был передан в состав Среднеазиатского пограничного округа.

### Период после распада СССР
8 ноября 1992 года, Указом Президента Российской Федерации, Среднеазиатский пограничный округ был официально расформирован, хотя фактически прекратил своё существование задолго до этой даты. После распада СССР, в некоторых бывших союзных республиках, в течение нескольких месяцев сохранялись общие пограничные войска, с объединённым командованием в Москве.
Пограничные отряды и части округа на территории Узбекистана отошли под его юрисдикцию в марте 1992 года. Пограничные отряды на территории Туркмении, по межгосударственному соглашению, оставались по юрисдикцией России до 20 декабря 2000 года. Пограничные отряды бывшего Среднеазиатского пограничного округа находившиеся на территории Республики Таджикистан, из-за Гражданской войны длительный период находились под юрисдикцией России. При разделе Восточного пограничного округа в августе 1992 года между Казахстаном и Россией, к числу этих отрядов отошёл также Мургабский пограничный отряд. В ноябре 2004 года все пограничные отряды бывшего Среднеазиатского округа на территории Таджикистана были переданы в состав Вооружённых сил Республики Таджикистан.

## Состав округа

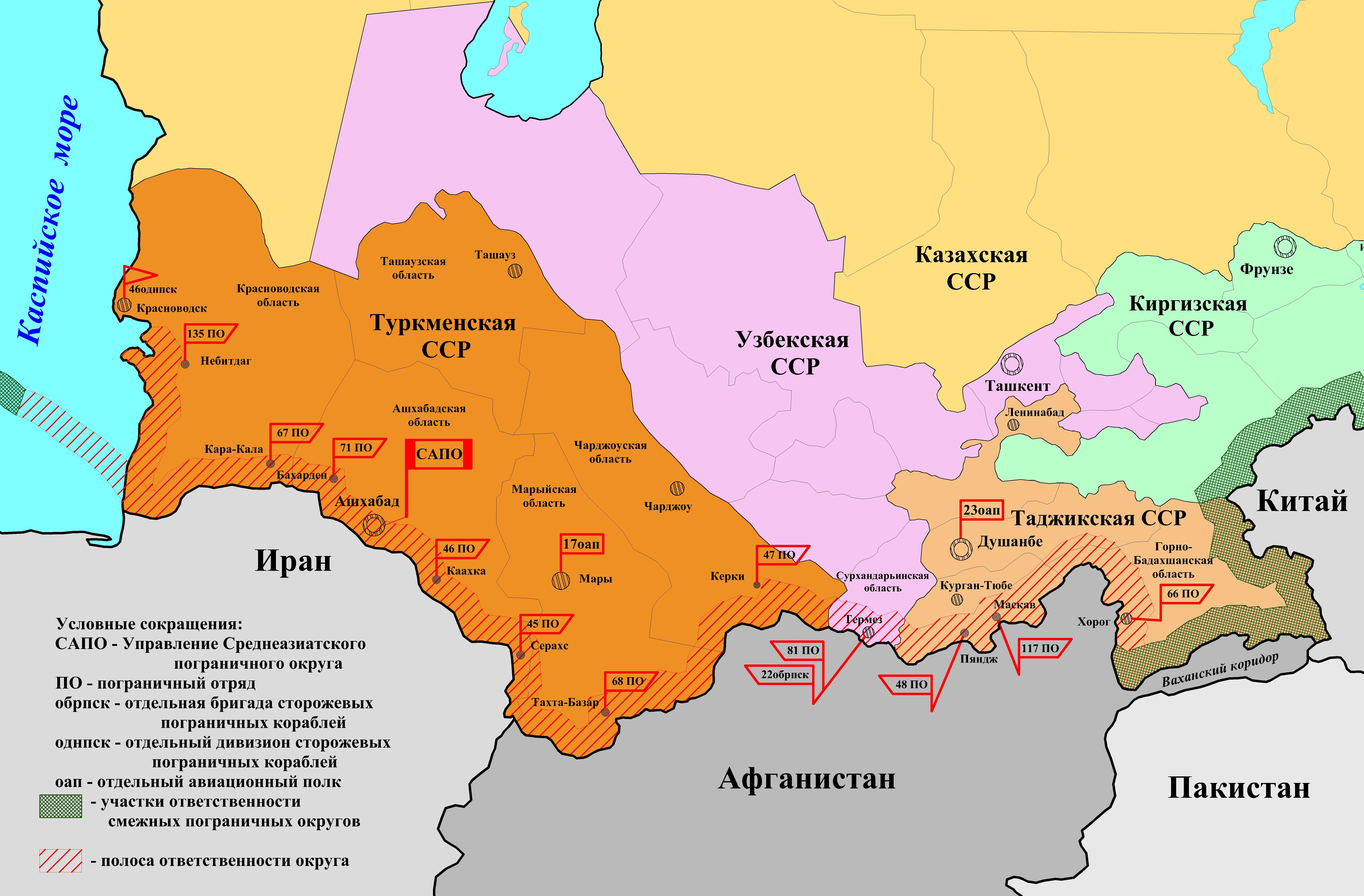
Среднеазиатский пограничный округ на май 1990 года.
Расположение отрядов

Состав Среднеазиатского пограничного округа перед распадом СССР, отряды указаны в порядке следования с востока на запад:
- Управление округа — Ашхабад
  - Комендатура управления округа (в/ч 2454) — Ашхабад
- 118-й Ишкашимский пограничный отряд (в/ч 9878) — Таджикская ССР. Создан 18 августа 1990 года и переподчинён из состава КВПО
- 66-й Хорогский пограничный отряд (в/ч 2022) — Таджикская ССР
- 117-й Московский пограничный отряд (в/ч 2033) — Таджикская ССР
- 48-й Пянджский пограничный отряд (в/ч 2066) — Таджикская ССР
- 81-й Термезский пограничный отряд (в/ч 2099) — Термез, Узбекская ССР
- 47-й Керкинский пограничный отряд (в/ч 2042) — Туркменская ССР
- 68-й Тахта-Базарский пограничный отряд (в/ч 2072) — Туркменская ССР
- 45-й Серахский пограничный отряд (в/ч 2063) — Туркменская ССР
- 46-й Каахкинский пограничный отряд (в/ч 2088) — Туркменская ССР
- 71-й Бахарденский пограничный отряд (в/ч 2103) — Туркменская ССР
- 67-й Кара-Калинский пограничный отряд (в/ч 2047) — Туркменская ССР
- 135-й Небит-Дагский пограничный отряд (в/ч 9847) — Туркменская ССР
- 22-я отдельная бригада пограничных сторожевых кораблей (в/ч 9873) — Термез, Узбекская ССР
- 46-й отдельный дивизион пограничных сторожевых катеров (в/ч 9884) — Красноводск
- 23-я отдельный авиационный полк (в/ч 9809) — Душанбе
- 17-й отдельный авиационный полк (в/ч 2178) — Мары, Туркменская ССР
- 17-й учебный пограничный отряд (в/ч 2421) — Душанбе
- Отдельный контрольно-пропускной пункт «Мары»
- Отдельный контрольно-пропускной пункт «Термез»
- Отдельный контрольно-пропускной пункт «Ташкент»
- 114-й отдельный батальон связи пограничных войск (в/ч 2076) — Ашхабад
- 118-й отдельный батальон связи (в/ч 2014) — Душанбе
- 8-я межокружная школа сержантского состава (в/ч 2420) — Мары, Туркменская ССР
- 9-й отдельный инженерно-строительный батальон (в/ч 9869) — Ашхабад
- Отдельный инженерно-строительный батальон (в/ч 9870) — Душанбе
- Окружной военный госпиталь (в/ч 2523) — Ашхабад
- Окружной военный госпиталь (в/ч 2528) — Душанбе
- Отдельный автомобильный батальон (в/ч 3334) — Душанбе
- 15-й военный склад (в/ч 2447) — Ашхабад
- Военный склад (в/ч 2445) — Душанбе
- Окружная школа поваров и 9-я межокружная школа сержантского состава служебного собаководства (в/ч 2421) — Душанбе (Риссовхоз)
- Окружной санитарно-эпидемиологический отряд (ОСЭО) — Ашхабад
- Окружной санитарно-эпидемиологический отряд (ОСЭО) — Душанбе

## Начальники войск пограничного округа
Полный список начальников войск округа:
- Куницкий А. П. — 1899—1904
- Чехович К. И. — 1904—1906
- Дмоховский Г. К. — 1906—1908
- Чаронт В. А. — 1908—1918
- Ивановский В. А. — февраль 1923 — январь 1924
- Буфало И. С. — январь 1924 — январь 1926
- Радин Ф. Г. — январь 1926 — ноябрь 1926
- Бабкевич П. П. — ноябрь 1926 — декабрь 1928
- Кузнецов А. А. — 1929—1930
- Ковалёв А. А. — 1930—1933
- Быстрых Н. М. — 1933—1934
- Котомин Яков Георгиевич — июнь 1938 — апрель 1939
- Рындзюнский М. М. — апрель 1939 — октябрь 1942
- Киселев А. Я. — октябрь 1942 — июнь 1943
- Щербина Г. Ф. — февраль 1954 — май 1957
- Лапин В. Х. — май 1957 — март 1963
- Кузьмичев Ф. А. — март 1963 — июнь 1969
- Киженцев Н.А — июнь 1969 — сентябрь 1973
- Нешумов Ю. А. — сентябрь 1973 — октябрь 1976
- Карпов И. Г. — октябрь 1976 — январь 1981
- Згерский Г. А. — 1981—1984
- Шляхтин В. И. — 1984—1987
- Коробейников И. М. — 1987—1990
- Богданов В. А. — февраль 1990 — ноябрь 1992

## Герои Советского Союза
Военнослужащие Среднеазиатского пограничного округа, участвовавшие в Афганской войне, удостоенные звания Герой Советского Союза:
- Шагалеев Фарит Султанович. Сайт «Герои страны». — 8 апреля 1982 года.
- Капшук Виктор Дмитриевич. Сайт «Герои страны». — 6 ноября 1985 года.
- Ухабов Валерий Иванович. Сайт «Герои страны». — 10 ноября 1983 года, посмертно.
- Попков Валерий Филлипович. Сайт «Герои страны». — 21 апреля 1989 года.
- Лукашов Николай Николаевич. Сайт «Герои страны». 17 марта 1988 года.